# Калениченко Анатолій Павлович
Анато́лій Па́влович Калениче́нко (7 червня 1955, Київ, Україна) — український музикознавець, піаніст, музичний продюсер, культурно-громадський діяч. Кандидат мистецтвознавства (1989). Член НСКУ (1987), Репертуарної колегії з музики в галузі масового жанру Міністерства культури України (1987–1988), правління Музичного фонду України (2005), Комісії з інтеграції культурної стратегії Національної ради з питань культури й духовності при Президентові України (2007). Кавалер Орден «За заслуги» III ступеня (2009).

## Біографія
Народився 7 червня 1955 року у Києві. Мати — науковиця в галузі педагогіки Нінель Калениченко (1926—2020), батько — історик Павло Калениченко (1923—1983). Старший брат — науковець Костянтин Калениченко (нар. 1948).
У дитинстві брав приватні уроки композиції у Л. Височинської, став лауреатом республіканських конкурсів на найкращу дитячу пісню: 1963 — 2-а премія, 1969 — 3-я премія, композиторського конкурсу «Наш друг — зв'язківець» (1970).
У 1973 році закінчив Київську середню спеціалізовану музичну школу-інтернат імені М. В. Лисенка (клас фортепіано Данила Юделевича), відвідував заняття з композиції В. Кучерова. Закінчив історично-теоретичний факультет Київської консерваторії (1979, клас Тамари Гнатів), докторантуру при ІМФЕ (2002). Від 1979 працював в ІМФЕ: 1979–1981 — старшим лаборантом, 1982–1993 — молодшим науковим співробітником, 1994–1995 — науковим співробітником, з 2005 — завідувачем відділу музикознавства.
Анатолій Калениченко став одним з ініціаторів, авторів творчої концепції та організаторів фестивалю «Червона рута» — у 1989–1999 роках він був заступником директора й художнім керівником фестивалю.
Також є співзасновником українсько-канадського СП «Кобза», керівником науково-менеджерського центру, відділів академічної і церковної музики (1989–1991). За стипендією ЮНЕСКО стажувався в інституті мистецтва Польської академії наук (1986).
Автор статей з питань державної культурної політики, історії українських академічних інструментів, насамперед ансамблевої музики, проблем молодіжної масової музичної культури, питань музичної культурології, естетики, зокрема напрямків, стилів, течій, естетичних ситуацій, музикознавців тощо, які були опубліковані в Україні, Литві, Польщі та Росії. Ввів у науковий обіг поняття «культурна безпека України», відновив процедуру захисту кандидатських дисертацій українською мовою (грудень 1988). Один із ініціаторів запровадження у вишах кафедри українського мистецтва (1989).